# Línea 14 (Media Distancia)
La línea 14 (Palencia - Valladolid) es un servicio regional de ferrocarril convencional. Es una de las 16 líneas de media distancia de Castilla y León, explotada por Renfe. Su trayecto habitual circula entre Palencia y Valladolid, aunque también hay tres trenes diarios entre Santander y Valladolid y seis entre León y la capital castellanoleonesa.
La duración mínima del viaje entre Palencia y Valladolid es de 39 minutos.

## Líneas por donde transcurre el servicio
- Palencia-Valladolid. 52 km